# Lázaro Cárdenas, Tecolutla
Lázaro Cárdenas är en ort i Mexiko.   Den ligger i kommunen Tecolutla och delstaten Veracruz, i den sydöstra delen av landet, 250 km öster om huvudstaden Mexico City. Lázaro Cárdenas ligger 5 meter över havet och antalet invånare är 379.
Terrängen runt Lázaro Cárdenas är platt. Havet är nära Lázaro Cárdenas åt nordost. Runt Lázaro Cárdenas är det ganska glesbefolkat, med 32 invånare per kvadratkilometer. Närmaste större samhälle är Gutiérrez Zamora, 13,7 km väster om Lázaro Cárdenas. Omgivningarna runt Lázaro Cárdenas är en mosaik av jordbruksmark och naturlig växtlighet.